# Cas Gürtel

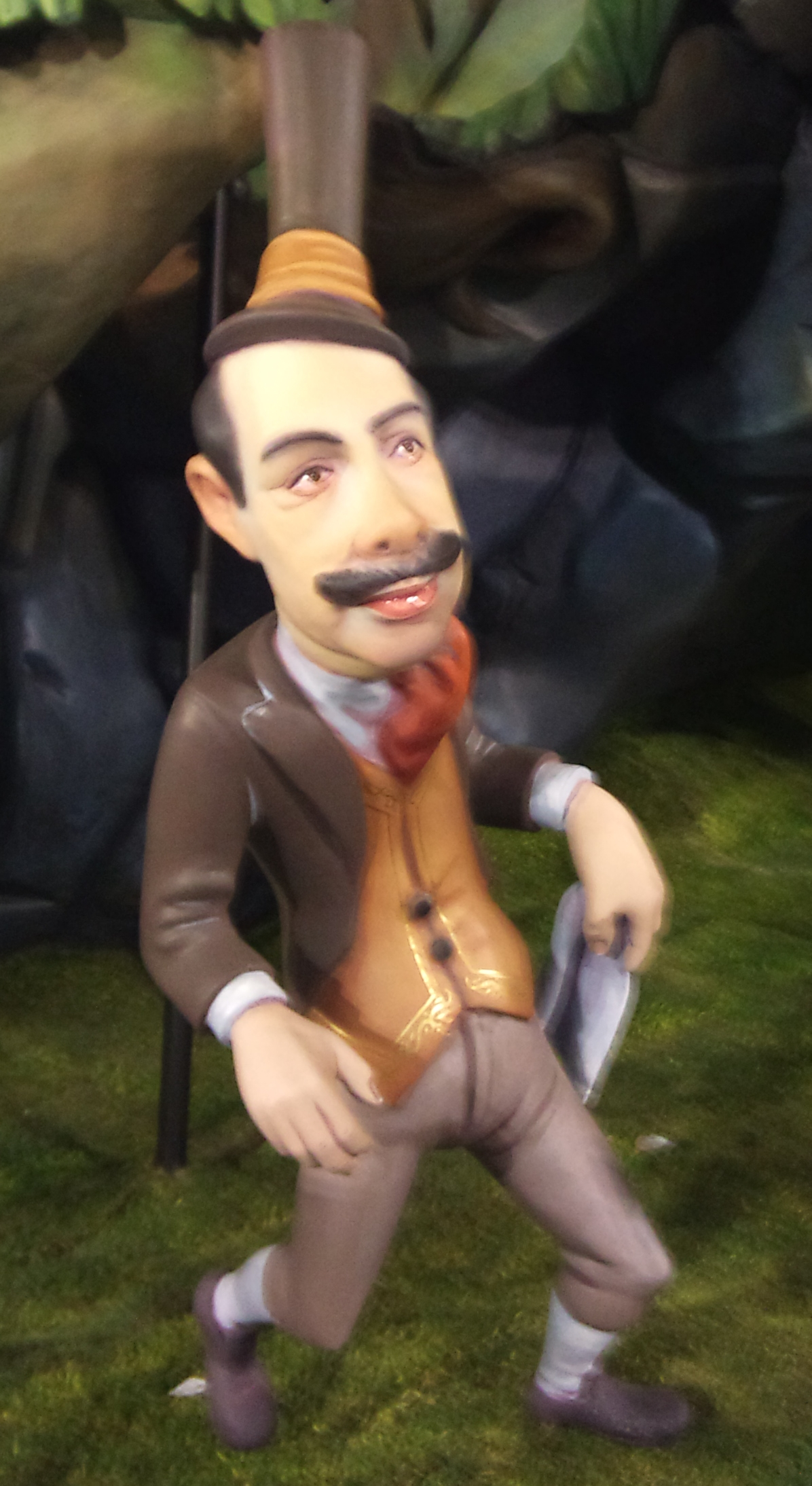
Ninot de falla representant a El Bigotes, un dels presumptes implicats a la trama.

Cas Gürtel és el criptònim que va rebre la investigació instruïda pel jutge de l'Audiència Nacional Baltasar Garzón, iniciada el febrer de 2009. La policia va donar el criptònim Gürtel a l'operació secreta en traduir cap a l'alemany «correa», mot castellà per «cinturó» o «corretja» i cognom del principal investigat.
La investigació volia desmuntar una presumpta xarxa de corrupció vinculada a la direcció nacional del Partit Popular a l'època de José María Aznar i a alts càrrecs de diferents comunitats autònomes governades pel PP. Aquesta xarxa seria encapçalada per l'empresari Francisco Correa i dos dels seus homes de confiança, Pablo Crespo i Antoine Sánchez, que haurien establert un suposat conglomerat de negocis per nodrir-se de fons d'entitats públiques, en particular d'alguns ajuntaments i comunitats autònomes, com ara la Madrid i la València. La finalitat d'aquest grup, segons les investigacions, era d'obtenir beneficis utilitzant com a norma comuna i freqüent les donacions i suborns a funcionaris i autoritats públiques.
Es considera la principal trama de corrupció del Partit Popular activa del govern de Jose María Aznar. Després de vuit anys d'instrucció la fiscalia considera demostrats els delictes i l'existència d'una caixa B del PP. L'antic tresorer Lluís Bárcenas i els empresaris Correa, Crespo i Sánchez han estat gairebé tres anys en presó preventiva. El cas fou vist per sentència la tardor de 2017.
Amb motiu de la sentència del Cas Gürtel del maig de 2018 el PP esdevingué el primer partit polític condemnat per corrupció a Espanya.

## Empreses de la Trama

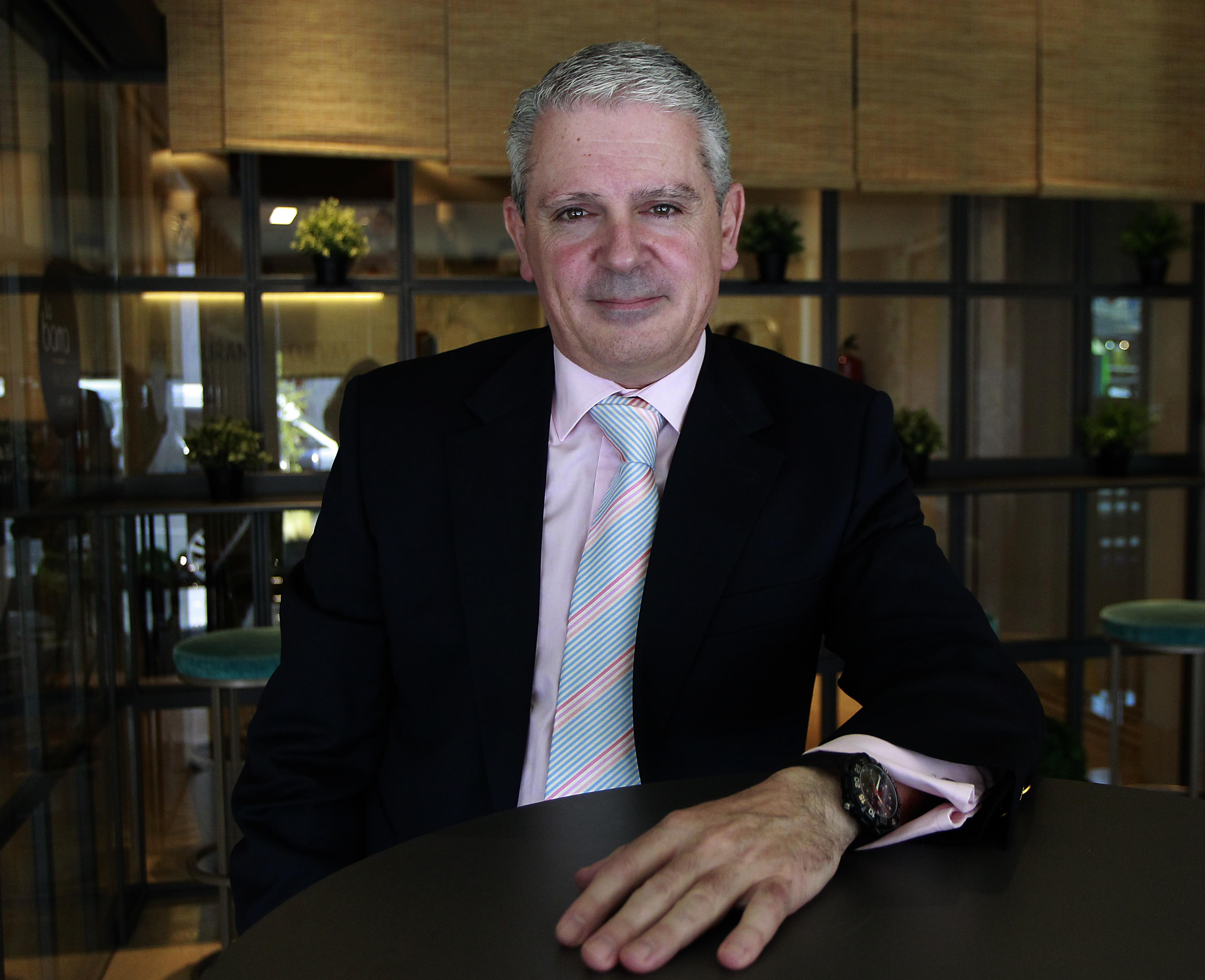
Pablo Crespo, home de confiança de Francisco Correa.

Aquestes són algunes de les empreses que formarien part de la trama.

### Special Events
Agència d'esdeveniments que entre 1996 i 1999 va organitzar tots els actes polítics del Partit Popular de Galícia. Aquesta empresa té com a administrador únic Pablo Crespo, ex secretari d'organització del PP gallec. L'Ajuntament de Madrid adjudicà en 2007 diverses contractes a l'empresa d'un import total de 210.000 euros. El mateix alcalde, Alberto Ruiz-Gallardón va admetre que en 2004 "es va manipular un informe tècnic" per adjudicar a aquesta empresa un contracte per valor de 153.000 euros.

### Pasadena Viajes, S.L.
Empresa propietat de Pablo Crespo, amb la que l'Ajuntament de Boadilla organitzà diversos viatges, alguns d'ells a l'equip electoral de José María Aznar en la seua campanya de les eleccions autonòmiques i municipals de 2003.

### Easy Concept
Companyia especialitzada en la gestió del servei públic d'informació i atenció al ciutadà. En 2005 l'alcalde de Boadilla, Arturo González Panero, va subscriure con ella. La Comunitat de Madrid adjudicà sense concurs, més de 70 contractes.

### Good and Better, S.L.
Juntament amb Easy Concept, és l'altra firma presumptament afavorida amb contractes "a dit" pel Govern d'Esperanza Aguirre. Entre els anys 2004 i 2005 hauria organitzat esdeveniments juntament amb Easy Concept per valor de 562.183 euros.

### Orange Market
Va ser l'empresa proveïdora de serveis de la direcció regional del Partit Popular de la Comunitat Valenciana. L'empresa organitzava mítings, congressos i tota mena d'esdeveniments per als populars, segons va reconèixer el mateix partit. Vinculada a un dels detinguts, Pablo Crespo, a ella se li va adjudicar el disseny de l'expositor de la Comunitat Valenciana en Fitur. El seu president, Álvaro Pérez, el Bigotes, va pagar vestits a Francesc Camps per import de 12.783 euros i que aquest va poder facilitar a canvi la concessió d'adjudicacions a aquesta empresa, segons Garzón, però no per a la justícia espanyola que va sentenciar a favor de Francesc Camps.

## Ramificacions

### A laComunitat de Madrid
A la comunitat aleshores governada per Esperanza Aguirre, les imputacions van forçar a dimitir tres càrrecs del PP de Madrid (dos d'autonòmics i un de municipal) que presumptament van rebre pagaments il·lícits a canvi de contractacions entre 2006 i 2007: el conseller d'Esports, Alberto López Viejo; l'exalcalde de Majadahonda i gerent del Mercat Porta de Toledo, Guillermo Ortega (ambdós anomenats per Aguirre); i l'alcalde de Boadilla del Monte, Arturo González Panero. Sobre López Viejo, Aguirre va expressar la seva plena confiança: "Vull agrair a Alberto López Viejo la seva generositat en dimitir perquè els que estan impulsant la campanya de desprestigi contra el PP no puguin relacionar la investigació amb l'activitat de la Comunitat de Madrid […] López Viejo no ha realitzat cap acte il·legal ni irregular". Tanmateix, el diari El País i posteriorment El Mundo donarien a conèixer dades sobre les investigacions de Garzón que mostren que López Viejo suggeria a Francisco Correa, principal imputat en la trama de corrupció, de fraccionar els contractes de serveis signats amb la Comunitat de Madrid (molts sense suport pressupostari ni la tramitació legal necessària) per presentar-los a través de terceres empreses i, d'aquesta manera, evitar els filtres administratius i les sospites de tracte de favor al seu grup, que permeté d'augmentar els preus de cost fins a un 40% més de les previsions inicials i carregar despeses d'actes electorals del PP a diferents conselleries del govern regional. D'acord amb les informacions aportades, Esperanza Aguirre sempre va dipositar-hi la responsabilitat d'organitzar tots els seus actes, primeres pedres, presentacions, inauguracions, etc. "En total, milions d'euros al llarg dels cinc últims anys".
A mesura que avançaven les investigacions apareixerien nous noms relacionats a la presumpta trama a la Comunitat de Madrid, com el de Benjamín Martín Vasco, diputat autonòmic del PP pròxim a Aguirre i que presideix la comissió que investiga el ja explicat espionatge a càrrecs populars madrilenys contraris a la presidenta regional per part d'agents de la Conselleria d'Interior quan fugia, a finals de 2006, com a alt funcionari a Arganda del Rey. Finalment, el 18 de febrer de 2009 Martín Vasco s'apartaria de la presidència de la comissió, aclaparat per les crítiques.
El 16 de gener de 2013, el magistrat-jutge Pablo Ruz, titular del Jutjat Central d'Instrucció n. 5 de l'Audiència Nacional, uneix a les diligències la resposta rebuda per part de les autoritats judicials de Suïssa a la seua comissió rogatòria. Aquesta revela que l'extresorer del PP, Luis Bárcenas, havia estat titular d'un compte bancari on arribà a haver 22 milions d'euros.
El 18 de gener de 2013, es descobreix que Luis Bárcenas havia estat pagant, durant els últims 20 anys, sobresous procedents de la trama a la majoria dels alts càrrecs del PP.
El 31 d'octubre de 2013 Aguirre va ser citada a declarar com a testimoni pel cas Gürtel per aclarir el seu paper en la contractació d'Easy Concept. Aquest fet es va produir arran de les diverses informacions publicades als mitjans de comunicació, on afirmava que hauria prohibit a Alberto López Viejo, antic conseller regional imputat pel cas Gürtel, contractar Easy Concept.

### AlPaís Valencià
El govern del PP del País Valencià també està involucrat en aquest complex cas de corrupció.
Per una banda, en la causa anomenada cas dels vestits, la qual investigà i jutjà diferents membres del govern valencià pel delicte de suborn passiu impropi, en haver acceptat regals de peces de vestir oferts per la trama Gürtel. Els acusats van ser: el mateix president de la Generalitat Valenciana, Francesc Camps, que va haver de dimitir; Víctor Campos, vicepresident de la Generalitat Valenciana; Rafael Betoret, cap de Gabinet de la Conselleria de Turisme de la Generalitat Valenciana; i Ricardo Costa, diputat a les Corts Valencianes. Dues de les persones acusades (Víctor Campos i Rafael Betoret) es van declarar culpables d'haver acceptat peces de vestir valorades en 5.529 euros i 13.499 euros, respectivament, i van estar condemnades a pagar una multa de 9.600 euros i a entregar les peces de vestir o abonar l'import equivalent del seu valor. En canvi, les altres dues persones acusades (Francesc Camps i Ricardo Costa) van ser declarades no culpables per un jurat popular. En l'actualitat, l'acusació popular ha presentat recurs de cassació davant el Tribunal Suprem, el qual es troba pendent de resolució.
Per altra banda, es troba la causa que investiga el finançament il·legal del PP valencià i la contractació irregular de FITUR. Aquesta causa es troba encara en fase d'instrucció per part del magistrat del Tribunal Superior de Justícia de la Comunitat Valenciana, José Ceres. Estan imputades al voltant d'una trentena de persones, entre les quals figuren 6 diputats del PP valencià a les Corts Valencianes: Vicent Rambla, diputat a les Corts Valencianes, exsotspresident de la Generalitat Valenciana i exconseller d'Indústria, Comerç i Innovació; Ricardo Costa, diputat a les Corts Valencianes i que era secretari general del PPCV; David Serra, diputat a les Corts Valencianes i sotssecretari d'Organització del PPCV; Yolanda García, diputada a les Corts Valencianes i extresorera del PPCV; Milagrosa Martínez, diputada a les Corts Valencianes i alcaldessa de Novelda, exconsellera de Turisme i expresidenta de les Corts Valencianes, està imputada per suborn i prevaricació; i Angélica Such diputada a les Corts Valencianes i secretària primera de la Mesa de les Corts Valencianes està imputada per contractació irregular.

#### Cas dels vestits

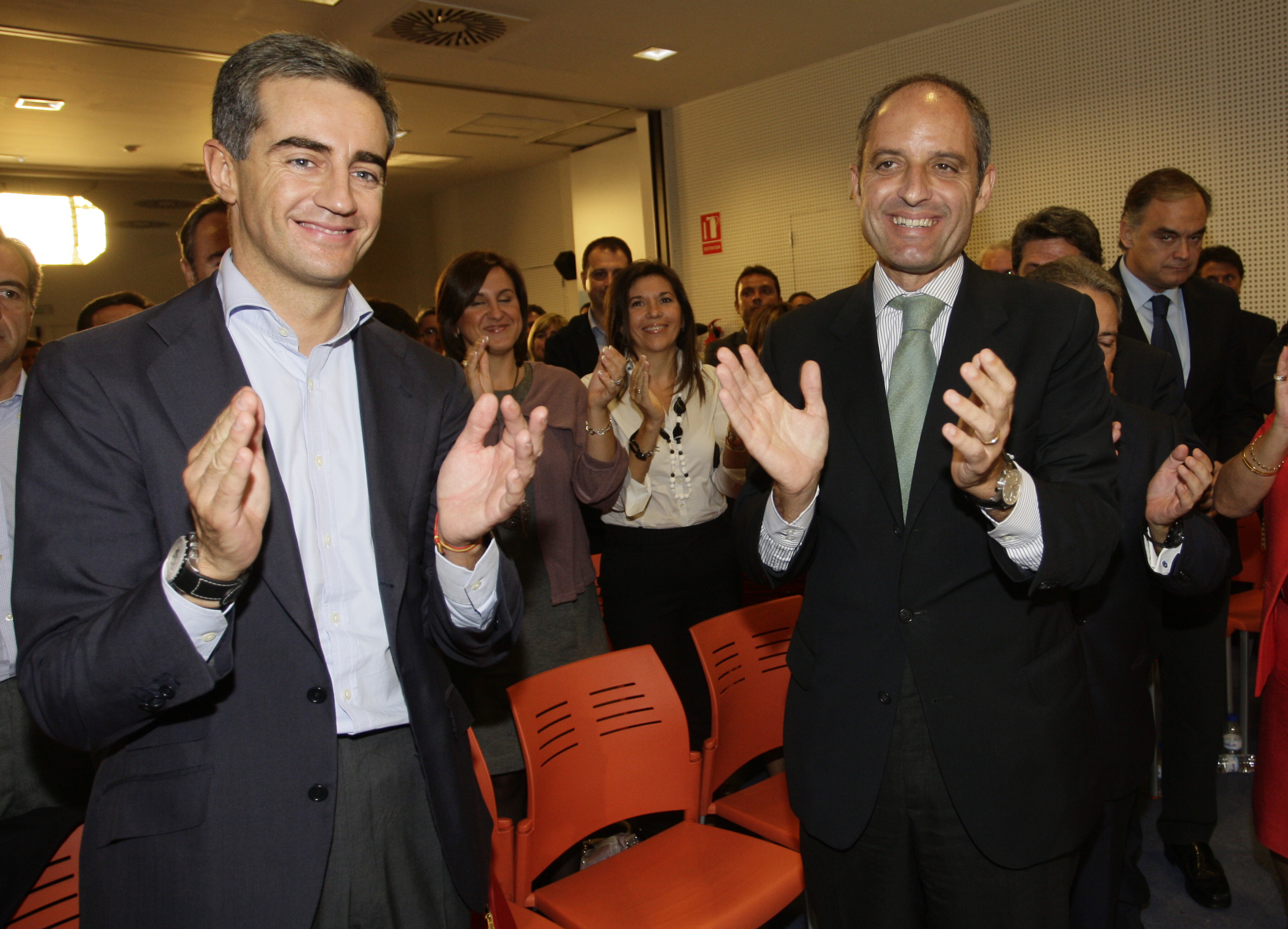
Francisco Camps, aleshores president de la Generalitat Valenciana, i Ricardo Costa son dos dels principals imputats en el cas Gürtel.

Segons va destapar més tard el mateix jutge Garzón, l'expresident de la Generalitat Valenciana, Francisco Camps i altres alts càrrecs del PP valencià havien concedit adjudicacions a empreses, a canvi de regals com ara vestits, jaquetes, pantalons, cinturons... Segons Garzón, existien enregistraments on els imputats a la trama parlaven de regals als alts càrrecs populars de València. A més, també assegura que hi ha factures de les dues botigues on es va comprar la roba, i declaracions del sastre que s'encarregava de subministrar-la a Camps i els seus col·laboradors.
Segons Garzón, aquests suborns estaven vinculats amb l'adjudicació de contractes per gairebé cinc milions d'euros a l'empresa de Francisco Correa a València per quatre anys, per a l'organització d'esdeveniments, tant per a la Generalitat Valenciana com per al PPCV, com actes amb motiu del V Encontre Mundial de les Famílies celebrat a València el 2006, l'organització del X Congrés regional del PP el 2002 (on Eduardo Zaplana era reelegit president regional) o stands de promoció turística a FITUR en successives edicions.
A més de Camps, també hi estarien implicats altres dirigents del PP valencià, com el secretari general, Ricardo Costa, o l'ex-secretari d'organització, Víctor Campos, el primer a dimitir com a dirigent del partit a Castelló, forçat per la direcció del PP a Madrid.

#### Peça dels delictes de prevaricació i suborn
Aquesta peça investiga els delictes de prevaricació i suborn derivats de la contractació administrativa entre la Generalitat Valenciana i Orange Market per 5 milions d'euros per a l'organització del pavelló valencià a FITUR (anys 2005-2009).
El 16 de gener de 2013, la Fiscalia Anticorrupció presenta el seu escrit de qualificació, on acusa 13 persones:
- Milagrosa Martínez dels delictes continuats de prevaricació administrativa i malversació de cabals públics, així com de suborn i sol·licita per a ella 11 anys de presó i 34 anys d'inhabilitació (16 dels quals, absoluta);
- Rafael Betoret dels delictes continuats de prevaricació administrativa i malversació de cabals públics, així com de suborn i sol·licita per a ell 11 anys de presó i 38 anys d'inhabilitació;
- Angélica Such de prevaricació administrativa i sol·licita per a ella 10 anys d'inhabilitació;
- Jorge Guarro i sol·licita 7 anys de presó per a ell
- Isaac Vidal i sol·licita 11 anys de presó per a ell
- Ana Grau i sol·licita 7 anys de presó per a ell
- Juan Bover, cap de servei d'infraestructures Turístiques de la Generalitat.
- Álvaro Pérez era el responsable de l'organització al País Valencià
- Pablo Crespo
- Francisco Correa
- Cándido Herrero era conseller delegat d'Orange Market
- Isabel Jordán era administradora i directiva d'algunes de les societats de la trama
- Mónica Magariños era treballadora de diverses empreses de la trama

La Fiscalia sol·licita el sobreseïment provisional en aquesta peça de Vicente Rambla, ja que els indicis de delicte contra ell no han pogut concretar-se suficientment.
Correa va ser condemnat a 13 anys de presó, Pablo Crespo a 13 anys i 3 mesos, Álvaro Pérez a 12 anys i 3 mesos, Isabel Jordán a sis anys, Mónica Magariños a sis anys, Cándido Herrero, a quatre anys i quatre mesos de presó.

#### Peça Aena
Aquesta peça va investigar els delictes de prevaricació i suborn derivats de 22 contractes públics adjudicats per AENA a empreses de Correa per un import de 2,35 milions d'euros entre 2000 i 2002, i va sentenciar en 2019.
- Ángel López de la Mota, director de Comunicació d'Aena fou condemnat a cinc anys de presó per delicte continuat de prevaricació administrativa, frau a les administracions públiques i suborn passiu, i el decomís de 95.363 euros.
- José María Gavari, la persona que dissenyava els expositors de la empresa pública en events i s'encarregava dels equips de so entre 2000 i 2010, fou condemnat a cinc anys de presó per delicte continuat de prevaricació administrativa, frau a les administracions públiques i suborn passiu, i el decomís de 168.119 euros.
- José Luis Izquierdo comptable de les empreses de Correa fou condemnat a tres anys i tres mesos de presó per suborn i falsedat documental, i multa de 654.000 euros.
- Francisco Correa fou condemnat a sis anys i nou mesos de presó i a respondre amb 2,3 milions d'euros.

#### Peça Jerez
Aquesta peça investigava l'adjudicació a la trama de tres contractes per part de l'Ajuntament de Jerez de la Frontera a les empreses Special Events i Down Town Consulting per un import de 214.028,71 euros per Fitur 2004. La sentència, de 2019 va condemnar a Correa i Crespo a tres anys de presó i set anys d'inhabilitació per falsedat comesa per funcionari públic i prevaricació, a Javier Nombela a dos anys i tres mesos de presó, i a Isabel Jordána a un any i dos mesos de presó pel mateix delicte de falsedat comès per funcionari públic.

## Cronologia

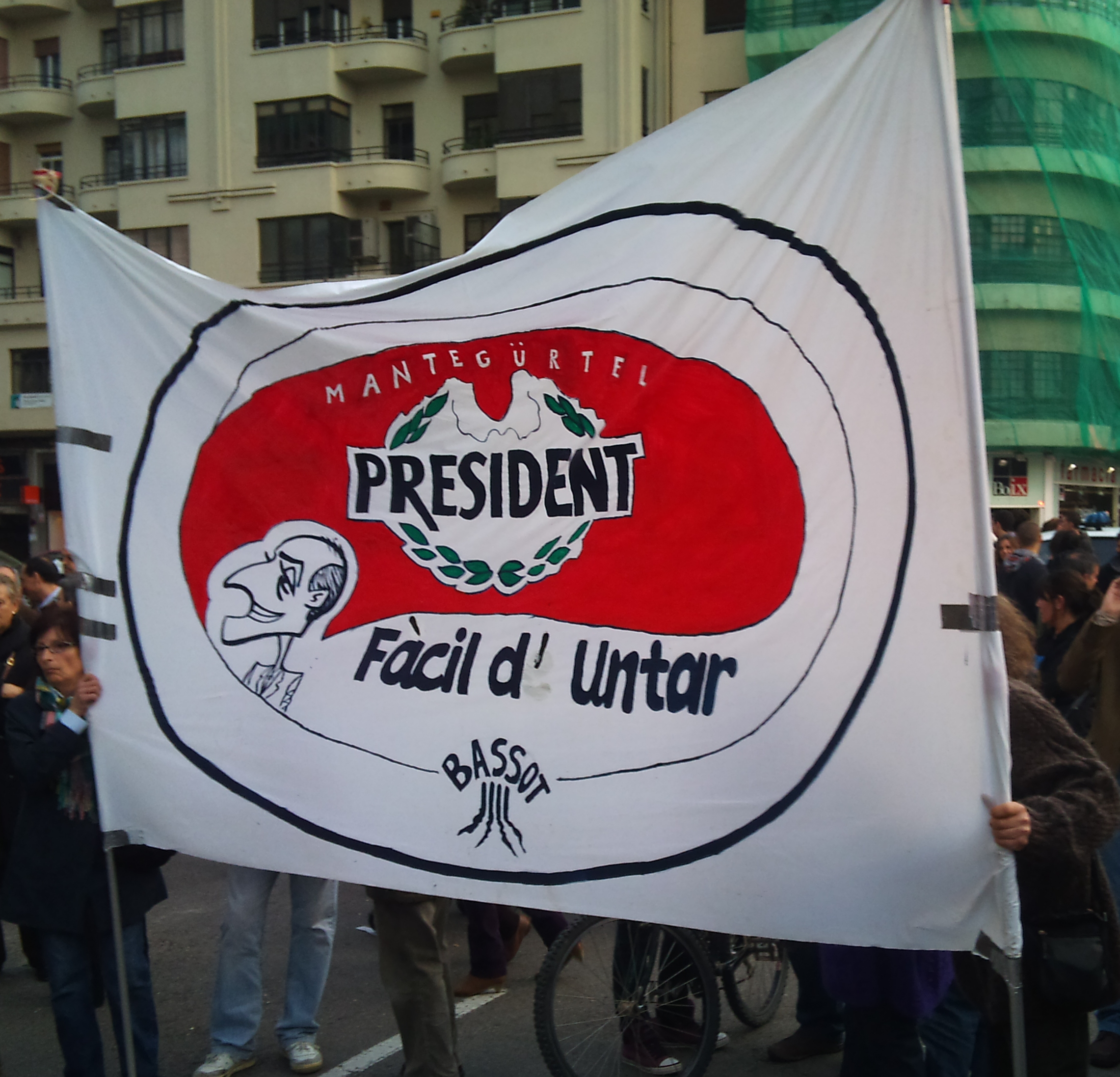
Pancarta satírica en referència a la implicació de Francesc Camps al Cas Gürtel, a una manifestació a València.

- 29 de maig de 2009: El magistrat instructor José Flors Matíes tramita davant la Sala Civil i Penal del Tribunal Superior de Justícia de la Comunitat Valenciana les diligències prèvies 2/09 i dicta acte: de donar per acabades les diligències prèvies; de no haver-hi raons per al sobreseïment lliure i arxivament de la causa sol·licitat pels imputats, ja que s'hi troben suficients indicis racionals per considerar que els fets que se'ls imputen poden ser constitutius d'un delicte de suborn previst i penat a l'article 426 1) del Codi Penal; la continuació de la tramitació del procediment pel tràmit del procediment per a les causes davant el Tribunal del Jurat, tot assenyalant la data del 15 de juliol de 2009 per a la celebració de la compareixença prevista a l'article 25 de la Llei Orgànica del Tribunal del Jurat.[57]
- En créixer les crítiques contra el Partit Popular i els governs regionals afectats, El Mundo informaria que, en els dies en què va esclatar l'escàndol del cas Gürtel, Baltasar Garzón i Mariano Fernández Bermejo, ministre de Justícia, van anar junts de cacera al municipi de Torres, a Jaén; això va ser considerat pels mitjans pròxims al Partit Popular com un acord implícit entre Garzón —exdiputat socialista i secretari d'Estat en l'època de Felipe González— i el Poder executiu, a les mans de seu principal adversari, el PSOE, per perjudicar al PP en coincidir les eleccions per renovar les alcaldies i el Parlament de Galícia i el País Basc. Aquesta interpretació seria aprofitada per la direcció popular per denunciar l'"estratègia de destrucció" iniciada contra la seva força política i intentar personar-se en el procés judicial, a més de recusar Garzón per la seva "notòria animadversió" cap al partit. Ambdues peticions van ser rebutjades; el govern d'Esperanza Aguirre ho intentà en considerar-se "part perjudicada" dins de la investigació.[58] Tanmateix, l'organitzador de la cacera esmentada, un militant i exregidor del PP, asseguraria que la trobada va ser fortuïta i entre un nodrit grup de persones, on es parlà només de "temes trivials". A més, diferents mitjans recordaren que ja feia un parell d'anys que les indagacions estaven funcionant (en el cas d'alguns personatges, més de cinc anys) i que Garzón també va ser recusat durant les investigacions sobre els Grups Antiterroristes d'Alliberament (GAL) per part dels socialistes en els anys noranta per una suposada "mala fe" en no ser designat ministre per Felipe González quan va ser parlamentari sota les sigles del PSOE, situació davant la qual el PP va defensar la continuïtat del polèmic jutge, que va prevaler. Quant a la "coincidència de temps" amb què es va fer públic el cas, s'explicaria que les detencions es van produir per evitar el risc de fuga dels principals sospitosos, que en estar ja al corrent de les punxades telefòniques i cibernètiques, destruïen documents i preparaven la seva sortida de l'estat.[59]

- 1 d'agost de 2009: El Tribunal Superior de Justícia de la Comunitat Valenciana emet un acte mitjançant el qual declara el sobreseïment lliure de la causa dels regals de peces de vestir a funcionaris públics del Govern valencià.[60] Aquest acte va estar decidit pels magistrats Jose Francisco Ceres Montés i Juan Luis de la Rúa Moreno (president de la sala) i, a més, comptà amb el vot particular del magistrat Juan Montero Aroca (que manifestà que no estava segur que els fet imputats no foren constitutius de delicte).

- 6 de maig de 2010: L'Agència Tributària publica un informe mitjançant el qual confirma els indicis de finançament il·legal del Partit Popular de la Comunitat Valenciana.[61]

- 17 de maig de 2010: El Tribunal Suprem accepta parcialment el recurs de cassació i declara nul l'acte de sobreseïment lliure del Tribunal Superior de Justícia de la Comunitat Valenciana.[62]

- 26 de maig de 2010: El jutge instructor del Tribunal Superior de Justícia de la Comunitat de Madrid, el magistrat de la Sala Civil i Penal Antonio Pedreira Andrade, emet un acte mitjançant el qual acorda la inhibició parcial d'aquest tribunal respecte dels fets imputats a les persones que ostenten la condició de diputats de les Corts Valencianes (Ricardo Costa Climent, Vicent Rambla Momplet, David Francisco Serra Cervera i Yolanda García Santos) en favor del Tribunal Superior de Justícia de la Comunitat Valenciana.[63] Aquesta inhibició parcial s'acorda per a la seua unió a les diligències prèvies 2/09 de la Sala Civil i Penal del Tribunal Superior de Justícia de la Comunitat Valenciana referents als regals de peces de vestir a funcionaris públics del Govern valencià, una vegada que el Tribunal Suprem ha declarat nul[64] l'acord de sobreseïment lliure[65] del Tribunal Superior de Justícia de la Comunitat Valenciana i per tant, cal que aquest continue la seua tramitació.

- 6 de febrer de 2012: El jutge instructor del cas al TSJCV, el magistrat José Ceres, obre tres noves peces separades d'investigació judicial: 
  - Peça quarta: sobre les irregularitat de la contracta de Radiotelevisió Valenciana a l'empresa Teconsa, per a donar cobertura a la visita del Papa a València l'any 2006.
  - Peça cinquena: sobre les contractes irregulars de les empreses de la trama per part de la Generalitat Valenciana.
  - Peça sisena: Sobre els delictes contra la Hisenda Pública per part de la trama.[66][67][68][69][70][71][72][73][74][75]

- 25 de maig de 2017: la magistrada de l'Audiència Nacional que fou apartada el 2015 per la seua afinitat amb el Partit Popular, Concepción Espejel, fou elegida pel Ple del Consell General del Poder Judicial amb 11 de 21 vots a favor com a presidenta de la Sala de lo Penal de la Audiencia Nacional en substitució de Fernando Grande-Marlaska.[76]

- 14 de febrer de 2017, per la peça Fitur, Correa va ser condemnat a 13 anys de presó, Pablo Crespo a 13 anys i 3 mesos, Álvaro Pérez a 12 anys i 3 mesos, Isabel Jordán a sis anys, Mónica Magariños a sis anys, Cándido Herrero, a quatre anys i quatre mesos de presó.[1]

- 27 de maig de 2019: Surt la sentència de la peça Aena per prevaricació i suborn derivada de 22 contractes per un import de 2,35 milions d'euros, i va sentenciar en 2019 Ángel López de la Mota, director de Comunicació d'Aena a cinc anys de presó i el decomís de 95.363 euros, José María Gavari a cinc anys de presó i el decomís de 168.119 euros, José Luis Izquierdo a tres anys i tres mesos de presó i multa de 654.000 euros, i Francisco Correa a sis anys i nou mesos de presó i 2,3 milions d'euros.[2]

- 20 de novembre de 2019: Surt la sentència de la peça que investigava l'adjudicació a la trama de tres contractes per part de l'Ajuntament de Jerez de la Frontera a les empreses Special Events i Down Town Consulting per un import de 214.028,71 euros per Fitur 2004, que va condemnar a Correa i Crespo a tres anys de presó i set anys d'inhabilitació per falsedat comesa per funcionari públic i prevaricació, a Javier Nombela a dos anys i tres mesos de presó, i a Isabel Jordána a un any i dos mesos de presó pel mateix delit de falsedat comès per funcionari públic.[3]

## Conseqüències
En febrer de 2012, poc després que Mariano Rajoy fóra investit President del Govern d'Espanya, van ser destituïts els màxims responsables d'iniciar els casos Gürtel i Nóos.
El director Román de la Calle del Museu Valencià de la Il·lustració i de la Modernitat a València va dimitir després que el diputat valencià Alfonso Rus va censurar i ordenar de treure 10 fotos exposades al museu, que il·lustraven en una exposició temporal cap a l'any 2009 el Cas Gürtel.

## Persones relacionades amb el cas Gürtel que acaben mortes o en coma
Una sèrie de morts i quasi morts amb causes no sempre clares de persones relacionades amb el cas Gürtel han provocat sospites a part de la premsa i el públic per la seua conveniència. També queda clar que la dilatació del procés judicial implica que alguns dels acusats no poden arribar a seure per a ser jutjats per la seua condició mortal.
| Persona                        | Data de la mort                      | Paper | Causa oficial del seu estat                         |
| ------------------------------ | ------------------------------------ | --- | --------------------------------------------------- |
| Juan Pérez Mora                | estiu del 2009                       | Impostor que es passà per jutge i que estafà a Francisco Correa fent-li pagar pels seus serveis. | Suïcidi                                             |
| Francisco José Yáñez Román     | 24 de gener de 2014                  | Amic de Luis Bárcenas (extresorer del Partit Popular). Investigat. |                                                     |
| Francisco Sánchez Arranz       | 2015                                 | Exregidor d'Iberia i exconseller del Partit Popular de Boadilla del Monte. Investigat. |                                                     |
| María del Mar Rodríguez Alonso | 20 de gener de 2015 (als 58 anys)    | Muller del portaveu adjunt del Partit Popular al Senat. Investigada. | Suïcidi.                                            |
| José Martínez Núñez            | 10 d'agost de 2015 (als 85–86 anys)  | Constructor propietari de l'empresa Teconsa. Investigat. |                                                     |
| Antonio Pedreira Andrade       | 13 d'agost de 2015 (als 65–66 anys)  | Jutge del cas. | Accident cerebral.                                  |
| Isidro Cuberos                 | 28 d'octubre de 2015 (als 58 anys)   | Exassessor i cap de premsa de Javier Arenas. Investigat relacionat amb el cas. | Caigut a un barranc mentre conduïa una motocicleta. |
| Leopoldo Gómez Gutiérrez       | febrer de 2016                       | Alcalde de Pozuelo de Alarcón. Investigat. |                                                     |
| Rita Barberà Nolla             | 23 de novembre de 2016 (als 68 anys) | Relacionada amb la trama investigada. | Infart miocardíac.                                  |
| Miguel Blesa de la Parra       | 19 de juliol de 2017 (als 69 anys)   | Formava part dels investigats. | Suïcidi amb escopeta de caça                        |
| Ignacio Peláez                 | 28 de setembre de 2017 (als 53 anys) | Advocat i ex-fiscal de l'Audiència Nacional que denuncià portant-lo a judici a l'exjutge Baltasar Garzón perquè havia autoritzat en la investigació del cas Gürtel espiar als acusats quan parlaren amb els seus advocats a la presó. | Càncer                                              |
| Javier Martínez Lázaro         | 16 de setembre de 2017 (als 63 anys) | El magistrat designat pel PSOE el 2016 per a ser el jutge instructor que portava el cas substituint a José Ricardo de Prada. | Malaltia prolongada                                 |
| Álvaro Lapuerta Quintero       | 2 de juny de 2018 (als 90 anys)      | Extresorer del Partit Popular. Investigat. Està en coma des de l'abril de 2013 | Dues caigudes a la seua llar.                       |
| Rafael Naranjo Anegón          | 12 de setembre de 2019               | Empresari encausat per les relacions amb Francisco Correa a Boadilla del Monte. | Malaltia (demència).                                |
| Enrique Olivares García        | 15 de gener de 2022 (als 72 anys)    | Va entrar a casa de Bárcenas per a robar un llapis de memòria i fou empresonat per segrest. |                                                     |